# Koji Nakazato
Koji Nakazato (中里 宏司 Nakazato Koji?, nacido el 24 de abril de 1982 en Kanagawa) es un exfutbolista japonés. Jugaba de centrocampista y su último club fue el Shonan Bellmare de Japón.

## Trayectoria

### Clubes
| Club                | País  | Año         |
| ------------------- | ----- | ----------- |
| Shonan Bellmare     | Japón | 2000 - 2007 |
| Sanfrecce Hiroshima | Japón | 2006        |